# Rüstəm Orucov
Rüstəm Orucov (Uszty-Ilimszk, 1991. október 4. –) olimpiai és világbajnoki ezüstérmes, Európa-bajnok azeri cselgáncsozó.

## Pályafutása
1991. október 4-én született az Oroszországi SZSZSZK-hoz, tartozó Uszty-Ilimszkben. Két olimpián vett részt. A 2012-es londoni olimpián nyolcadik helyen végzett könnyűsúlyban. A 2016-os Rio de Janeiro-i játékokon ugyanebben a versenyszámban a döntőben kikapott a japán Óno Sóheitől, így ezüstérmes lett. A világbajnokságokon két ezüstérmet szerzett. Az Európa-bajnokságokon egy-egy arany-, ezüst- és három bronzérmet nyert.

## Sikerei, díjai
- Olimpiai játékok – 73 kg
  - ezüstérmes: 2016, Rio de Janeiro
- Világbajnokság – 73 kg
  - ezüstérmes (2): 2017, 2019
- Európa-bajnokság – 73 kg
  - aranyérmes: 2016
  - ezüstérmes: 2019
  - bronzérmes (3): 2016 (csapat), 2017, 2020
- Európa-játékok – 73 kg
  - ezüstérmes: 2019